# Світлична Мотрона Андріївна
Мотрона Андріївна Світлична (1902, село Харьковка (Харківка), тепер Старополтавського району Волгоградської області, Російська Федерація — ?) — українська радянська діячка, заслужена вчителька Української РСР, директор Станіславського інституту удосконалення вчителів, директор Станіславського педагогічного училища. Депутат Верховної Ради УРСР 2—3-го скликань.

## Життєпис
Народилася у селянській родині. У 1920 році здобула середню освіту.
Трудову діяльність розпочала у 1920 році вчителькою сільської школи. Працюючи у школі, заочно закінчила педагогічне училище, Полтавський учительський інститут, Харківський державний педагогічний інститут.
До 1941 року — вчителька, завідувач навчальної частини Нововодолазької середньої школи Нововодолазького району Харківської області.
З початком німецько-радянської війни у 1941 році була евакуйована у східні райони СРСР, працювала директором середньої школи у місті Совєтську Саратовської області РРФСР; завідувачем районного відділу народної освіти.
Член ВКП(б) з 1942 року.
З лютого 1945 року — директор Станіславського обласного інституту удосконалення кваліфікації вчителів. Потім — директор Станіславського педагогічного училища Станіславської (Івано-Франківської) області.

## Нагороди, звання
- Орден Трудового Червоного Прапора;
- Медаль «За трудову доблесть» (23.01.1948);
- Медаль «За трудову відзнаку» (1939);
- медаль «За доблесну працю у Великій Вітчизняній війні 1941—1945 рр.»;
- інші медалі;
- значок «Відмінник народної освіти УРСР»;
- Заслужений вчитель Української РСР (12.09.1940).